# Utting am Ammersee

Escudo de armas de Utting am Ammersee.

Utting am Ammersee, también conocido como Utting, es un municipio alemán sito en el distrito de Landsberg en el estado federal de Baviera.

## Historia
Durante la Segunda Guerra Mundial, un subcampo del campo de concentración de Dachau estuvo localizado en la ciudad.